# Clarence Raymond Shoemaker
Clarence Raymond Shoemaker (12 maart 1874 - 28 december 1958) was een Amerikaans zoöloog, en internationaal autoriteit in de systematiek van vlokreeften (Amphipoda).

## Biografie
Shoemaker woonde vanaf zijn 7e jaar tot aan zijn dood in Georgetown, toen nog een landelijke voorstad van Washington. Hij was van kindsbeen af geïnteresseerd in zoölogie en werd een van de eerste leden van de Audubon Society van Washington. Hij ging na de highschool werken aan het Smithsonian Institution, aanvankelijk in een administratieve functie. In 1910 werd hij wetenschappelijk assistent bij de afdeling ongewervelde zeedieren, geleid door Mary J. Rathbun, die hem de taak gaf om de uitgebreide en grotendeels nog niet gedetermineerde verzameling vlokreeften te onderzoeken. Zijn wetenschappelijke carrière was vanaf dan volledig gewijd aan de systematiek van de vlokreeften (Amphipoda). Hij werd gepromoveerd tot Assistant Curator in 1921 en tot Associate Curator in 1942. Na zijn pensionering bleef hij als Research Associate werken aan de taxonomie van vlokreeften tot enkele weken voor zijn dood op 84-jarige leeftijd.
Shoemaker publiceerde tijdens zijn leven 56 wetenschappelijke artikels over de taxonomie van vlokreeften; twee werden postuum gepubliceerd. Hij beschreef talrijke nieuwe geslachten en soorten. Een monografie over de strandvlooien (Talitridae) van de westelijke Atlantische Oceaan en een overzicht van de Synchelidium-soorten aan de kust van de Grote Oceaan waren onvoltooid bij zijn overlijden.